# Ócsa
Ócsa – miasto na Węgrzech, w komitacie Pest, w powiecie Gyál, położone 15 km od Budapesztu.

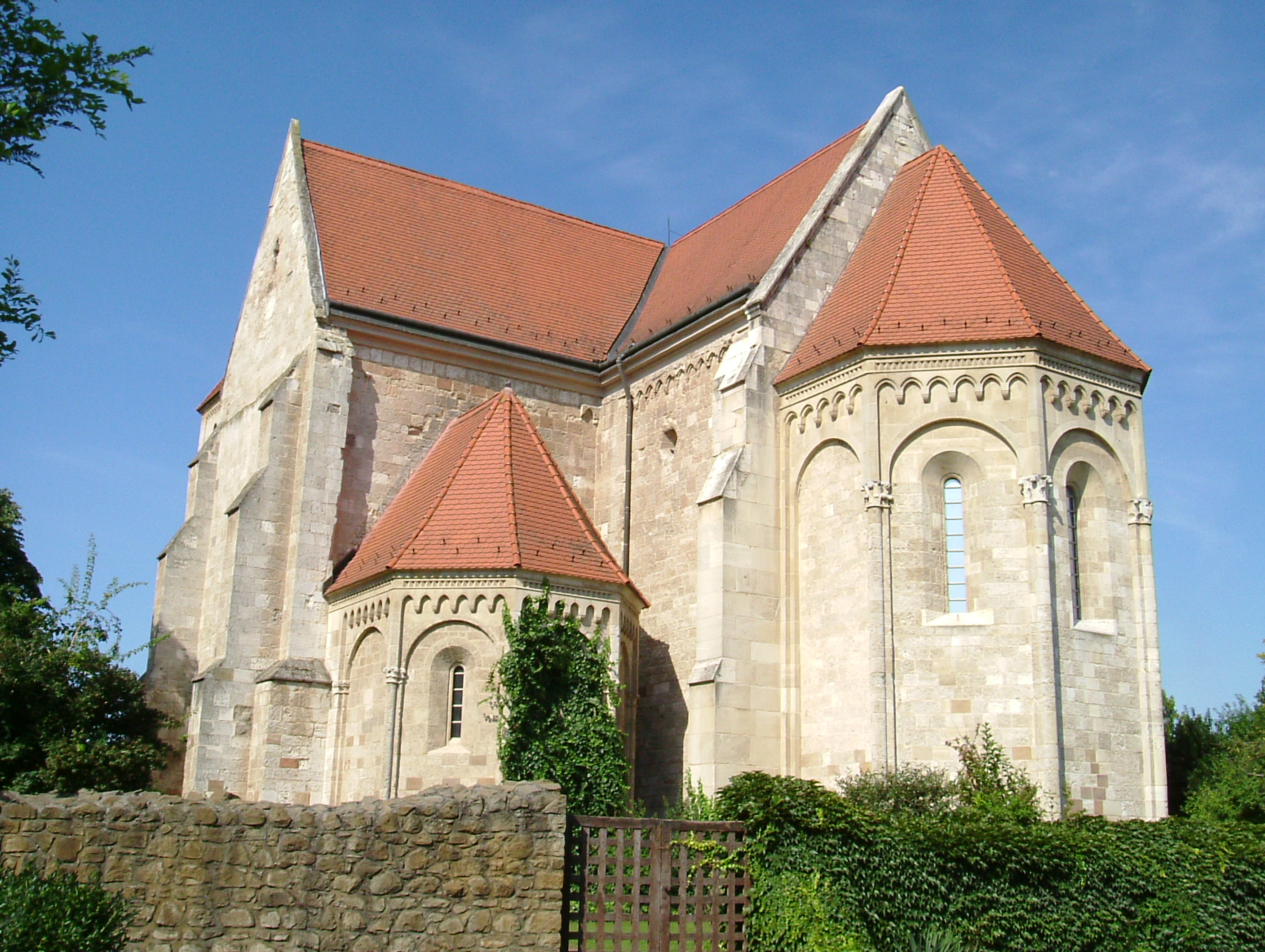
XIII-wieczna, romańska bazylika

Miejscowość słynie z trójnawowej, romańskiej bazyliki, wzniesionej w pierwszej połowie XIII wieku. Wybudował ją zakon Norbertanów, obiekt pełnił także funkcję klasztoru.